# Garfield Darien
Garfield Darien (* 22. prosince 1987, Lyon) je francouzský atlet, jehož specializací jsou krátké překážkové běhy.

## Kariéra
První úspěch na mezinárodní scéně zaznamenal v roce 2004 na juniorském MS v italském Grossetu, kde skončil ve finále běhu na 110 metrů překážek na 7. místě. O rok později se stal v litevském Kaunasu juniorským mistrem Evropy.
Na halovém ME 2009 v Turíně postoupil do finále běhu na 60 metrů překážek, kde obsadil časem 7,66 s šesté místo. Na bronzovou medaili, kterou vybojoval Petr Svoboda ztratil pět setin sekundy. Na Mistrovství světa v atletice 2009 v Berlíně skončil v semifinále na celkovém 20. místě a do osmičlenného finále se neprobojoval.
V roce 2010 na halovém MS v katarském Dauhá skončila jeho cesta v úvodním rozběhu. V témže roce vybojoval stříbrnou medaili na evropském šampionátu v Barceloně. Již v semifinále zaznamenal časem 13,39 s nejrychlejší čas. Ve finále dokázal ještě pět setin ubrat a ve vyrovnaném osobním rekordu 13,34 s nestačil jen na Brita Andyho Turnera, který zvítězil časem 13,28 s. Bronz získal Maďar Dániel Kiss.